# Paolo Aldighieri
Paolo Aldighieri, noto anche con lo pseudonimo di eriadan (Trento, 8 settembre 1976), è un fumettista italiano.

## Biografia
Dopo aver studiato disegno in un Istituto d'Arte laureandosi in ingegneria dei materiali, inizia negli anni 1990 a lavorare come fumettista. In seguito, tiene una striscia a fumetti nel portale di Alice.it e, nel 2006, in altri siti come Apogeonline.com e Wabbie. Ha studiato anche allo Studio d'Arte Andromeda ricevendo un incarico alla Facoltà d'Ingegneria all'Università degli Studi di Trento. Ha scritto in vari libri, come in un'antologia per l'editrice Einaudi di Loredana Lipperini, e gli è stato dedicato uno stand al Lucca Comics & Games. È anche autore di diverse avventure e scenari per giochi di ruolo.
Sul proprio blog, dall'11 dicembre 2003, fa esordire eriadan (con l'iniziale minuscola, èriadan) un fumetto online a strisce come espediente per allenarsi nel disegno, usando il linguaggio grafico dei fumetti anziché il testo scritto come diario on-line. Il fumetto è caratterizzato dal bianco e nero, integrato a volte con colorazione, per lo più digitale, e occasionale uso della fotografia. Il fumetto, di carattere autobiografico, rappresenta la quotidianità dell'autore, riportata in chiave fantastica e umoristica nel corso degli anni: l'Università e la tesi di laurea, l'entrata nel mondo del lavoro, la vita di coppia e la nascita delle due figlie. La serie venne raccolta in 11 libri editi dalla Shockdom.
Dopo circa un anno di vita del blog personale di eriadan, Lucio Staiano della Shockdom Edizioni si interessa al lavoro di Aldighieri e gli propone di curarne la pubblicazione on-line e un'edizione. La serie viene così pubblicata dalla Shockdom Edizioni (che ha curato anche le successive uscite) in un volume omonimo datato 2004, contenente alcune delle strisce pubblicate fino ad allora, più alcuni inediti creati per l'occasione. Lo stesso anno viene pubblicato anche nella raccolta La Notte dei Blogger, dell'Einaudi. Un secondo volume viene pubblicato nel 2005 col titolo Ipermao e l'ultimo occhio dell'Ippocastano, dall'omonima storia a fumetti (la prima di eriadan) con protagonista Piagatto, che chiude la solita raccolta di strisce. Io, Duke e Lui viene messo alle stampe nel 2006 e questa volta il volumetto è concluso da un omaggio di due autori (Albo creatore di Mostrip e Lui creatore di Zorflick) nati sul web come eriadan, che dedicano qualche striscia inedita ad un crossover con eriadan stesso. Nello stesso anno esce anche il volume speciale Eriadan a colori, dove vengono raccolte illustrazioni e strisce a colori dal 2003 al 2006. Nel 2007 esce la quarta raccolta dal titolo Il blog è tratto mentre è in occasione del Lucca Comics & Games che viene pubblicata la quinta racconta, eriadan 5. Ancora in occasione della fiera di Lucca, nel 2008 viene presentato il sesto numero delle raccolte: prenaTales. Per i disegni ha detto di ispirarsi a Sky Doll di Alessandro Barbucci e Barbara Canepa, ma anche a Bill Watterson, Will Eisner Daniele Caluri e innumerevoli altri..
Il 7 gennaio 2007 viene a mancare il gatto del fumettista, Cianci detto il Piagatto, protagonista sin dall'inizio di innumerevoli strip. L'evento ha spinto diversi colleghi a manifestare la propria vicinanza all'autore con strisce commemorative. Nella notte tra il 18 e il 19 gennaio 2010, l'autore annuncia di volersi prendere una pausa dal blog per poter considerare il fumetto, usando le parole dell'autore, "come un piacere e una passione e non, come invece accade ultimamente, un lavoro". Nelle settimane successive, a cadenza irregolare e anche nel weekend, sono apparse nuove strip a colori; a commento di queste comunicava ai lettori di aver avviato un progetto che aveva in programma da tempo, e l'irregolarità delle pubblicazioni era dovuta anche a quello. A partire dal 18 maggio, poi, l'autore annuncia il ritorno alle matite e a una pubblicazione più costante, seppur non riprendendo un ritmo quotidiano. Nel 2010, per anno e mezzo, per stesso parere dell'autore grazie al lavoro di promozione fatto da Lucio Staiano di Shockdom, eriadan diventa anche la strip ufficiale del portale Alice.it.
Eriadan ha pubblicato anche tavole umoristiche su Jonathan Steele e, da luglio 2010, su Focus Brain Trainer. Il 5 novembre 2014 viene comunicato un nuovo periodo di pausa dal blog senza specificare alcuna motivazione. Il blog rimane fermo fino al 25 gennaio 2015 quando con una nuova comunicazione viene indicato che la pausa è dovuta a "una tempesta… una bella tempesta, che ora è passata". Da allora la pubblicazione è rimasta ferma fino all'11 dicembre 2015, quando è stata pubblicata una nuova vignetta. Il 1º giugno 2016 pubblica sul proprio blog una breve lettera aperta con la quale comunica la fine della propria attività di disegnatore online.

## Personaggi della serieeriadan
- Il Piagatto: è il gatto di Paolo (nella realtà chiamato Cianci), in grado di parlare, crede nella "miagia": pensa cioè che, per esempio, saltellare in piena notte sul letto di Paolo sia un incantesimo per volare, poiché infatti, immancabilmente, Paolo lo lancia fuori dalla finestra. Dopo la sua dipartita, Cianci si è stabilito nella "Colonna della Memoria", e saltuariamente si fa rivedere nelle strisce.
- Il gatto Prospero: morto a tre mesi di vita, e per di più a breve distanza da Cianci: il colpo fu così duro che la pubblicazione delle strisce s'interruppe per diversi giorni. Dopo la sua dipartita, riappare saltuariamente nelle strisce come "guida spirituale" di Maya.
- La cagnetta Maya: animale domestico di Paolo, non parla (i cani sono gli unici animali a non parlare).
- La gatta Zirconia: gatta siamese con il sogno di diventare una grande "astrofisigatta" e studiare l'evoluzione dei corpi celesti.
- La tartaruga Ilia: dice di essere la regina madre dea dell'universo, e infatti comanda tutti gli esseri viventi di casa eriadan. Ricorda Kūrma, la tartaruga avatāra del demiurgo Visnù.
- La Santa Pazienza: una bella ragazza (con l'aureola) che porta la quinta di reggiseno perché è "tanta". Naturalmente vi è la Santa Pazienza di Paolo e la Santa Pazienza di Federica, un po' meno paziente, perché provata dalla presenza di Paolo.
- Chiarafalce: una bella ed elegante donna che rappresenta la morte.
- Gli Schifidi lavoretti: disegnati come dei mostriciattoli grassocci, rappresentano i lavori non portati a termine. Vengono abbandonati in massa da Paolo quando parte per le vacanze.
- Le Parche: che intessono la vita di Paolo e dei suoi cari, spesso causando esilaranti imprevisti.
- Il Signore del Regno delle Cose Perdute: un serpente il cui trofeo di cui più si vanta è la montagna dei calzini spaiati.
- La Torre della memoria: dalla quale si tenta di cavar qualche ricordo.

Le diverse personificazioni del protagonista/autore:
- Il Co.Ce.Ma. (Consiglio Cerebrale Massimo): rappresenta la mente di Paolo in tutte le sue sfaccettature. Naturalmente esistono anche il Co.Ce.Fe. di Federica, il Co.Ce.Ga. di Piagatto e il Co.Ce.Lu. della figlia Lucrezia.
- Il SuperEgo: ritratto come un Paolo nudo, forte e muscoloso, dotato di un'altissima considerazione di sé. E legato da mille catene.
- La Coscienza: un Paolo con le alucce e l'aureola.
- La Voglia di studiare: che scappa ripetutamente dal carcere di massima sicurezza. Il quale contiene numerose Voglia di....
- La Voglia di lavorare: minuscola e fuggiasca come la voglia di studiare, ma infinitamente più piccola (l'unica frase riferita ad essa è "T'ho detto di stare attenta brutta caprona di una particella sub-atomica!").
- L'Incoscienza: fratello della Coscienza, essendo stato inadempiente e per nulla capace nel suo lavoro è stato posto al comando del "Centro cose da fare" insieme alla ormai pensionata Voglia di studiare.
- Il Centro Paranoie.
- L'Asino: specialista nella lingua inglese.
- Il Reparto Fashion.
- Il Giullare: decide le parole che escono dalla bocca.
- Arturo il tesoriere: disegnato con le braccine corte, incarna il senso del risparmio.

Altri personaggi che popolano il mondo di eriadan sono amici e parenti dell'autore.